# Cryptanura callosa
Cryptanura callosa là một loài tò vò trong họ Ichneumonidae.